# Geodätischer Satellit

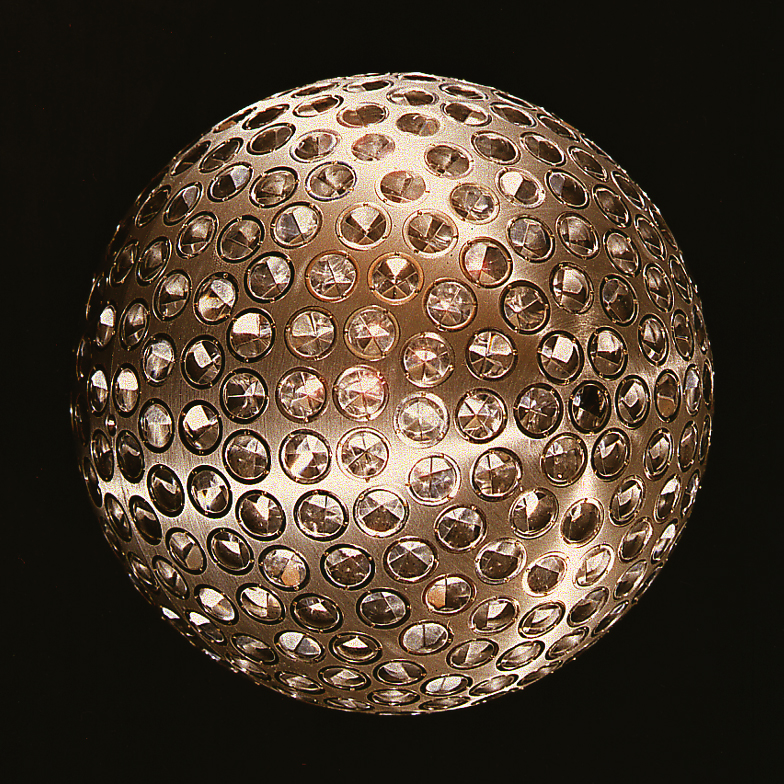
Passiver geodätischer Satellit LAGEOS

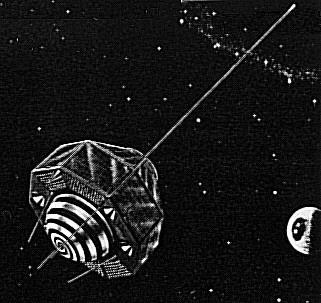
Aktiver geodätischer Satellit GEOS 1 (Explorer 29)

Als Geodätischer Satellit wird ein künstlicher Erdsatellit bezeichnet, der für spezielle geometrische oder physikalische Vermessungen der Erdoberfläche oder des Erdschwerefeldes dient.

## Einsatzbereiche
Geodätische Satelliten gibt es im Wesentlichen für vier Einsatzbereiche:
1. Verwendung als Hochziel für Messungen von terrestrischen Satellitenstationen – siehe Geometrische Satellitengeodäsie
2. als Testsonde im Gravitationsfeld der Erde – siehe Bahnbestimmung und Dynamische Satellitengeodäsie
3. als heute übliche Kombination dieser Methoden, wobei die präzisen Bahndaten – z. B. von GPS-Satelliten – rasche Ortsbestimmungen am Boden und von Fahrzeugen gestatten. Zu den dabei verwendeten Messmethoden siehe unten
4. als Sensor bzw. als aktive Messplattform für Zwecke der Fernerkundung der Erdoberfläche – siehe Erdbeobachtungssatellit.

## Bahnhöhe und Bahnneigung
Die gewählte Bahnhöhe der Satelliten richtet sich nach dem Einsatzspektrum und beträgt im Regelfall mindestens 800 km. Ab dieser Höhe ist sein Sichtbereich über die Erdoberfläche groß genug, um weiträumige Messungen zu ermöglichen, und es gibt kaum mehr Bahnstörungen durch die Hochatmosphäre. Wenn allerdings ein Satellit direkt das Schwerefeld sondieren soll, ist eine Bahnhöhe von unter 500 km erforderlich (siehe GRACE- und GOCE-Projekt).
Für Zwecke der Fernerkundung liegt die Bahnhöhe meist bei 800 km über der Erdoberfläche, für LASER-Satelliten bei 1000–4000 km, für Systeme der Satellitennavigation hingegen weit darüber, um möglichst große Sichtbereiche zu ermöglichen. Bei den Navstar-GPS-Satelliten und bei GLONASS beträgt die Bahnhöhe rund 20.000 km, einige Navigationssatelliten befinden sich in geostationärem Orbit.
Die gewählte Bahnneigung (Formelzeichen i für Inklination) richtet sich nach dem geografischen Gebiet des Einsatzspektrums und kann alle Werte zwischen 0° (Synchronsatellit) und 90° (niedrige Polarbahn) annehmen. Häufig finden sich Werte um 30° (energetisch günstige Forschungssatelliten) und um 60° (Globale Navigation), sowie nahe bei 90° (sonnensynchrone Bahnen). Für spezielle Zwecke der Satellitengeodäsie wird manchmal 57° gewählt (critical inclination) und leicht rückläufige Bahnen mit i ~ 98°. Je niedriger der Wert, desto mehr kann man beim Satellitenstart von der Erdrotation profitieren, die in Äquatornähe immerhin 460 m/s ausmacht, doch sind die Satelliten in höheren geografischen Breiten dann kaum mehr zu beobachten. Bahnneigungen über 90° (bei denen sich der Satellit von Ost nach West bewegt) müssen mit einigen Prozent zusätzlicher Startenergie erkauft werden.

## Messmethoden
Die wichtigsten Messmethoden der zwei erstgenannten Einsatzbereiche sind:
- Entfernungsmessung mit LASER (siehe SLR), Mikrowellen oder Radar
- Geschwindigkeitsmessung nach dem Dopplerprinzip oder mittels Satellite-to-Satellite Tracking (SST)
- Richtungsmessung (visuell), fotografisch, mit CCD-Sensoren oder mit Radio-Interferometrie, früher auch Minitrack
- Fernerkundung (fotografisch oder mit optischen Sensoren) im sichtbaren Licht, Infrarot oder UV
- Gradiometrie (Messung von Gradienten der Schwerkraft und der Erdumlaufbahn)
- Dynamische Satellitengeodäsie (physikalisch bedingte Änderungen der Bahnelemente), um daraus harmonische Koeffizienten des Erdschwerefeldes abzuleiten.

Vereinzelt werden auch Satelliten mit völlig anderem Einsatzbereichen geodätisch genützt, z. B. manche Nachrichten- und Wettersatelliten. So erhielt der am 1. März 2002 gestartete Envisat mehrere entsprechende Messeinrichtungen. Vorübergehend können auch viele Spezialsatelliten für experimentelle Ideen umprogrammiert werden, wie etwa ATS-6, der in den Jahren um 1970 für erste Erprobungen der SST-Techniken verwendet wurde.